# Horst Sitta
Horst Sitta (* 5. Mai 1936 in Teplitz-Schönau; † 25. Mai 2020 in Herrliberg) war ein deutscher Linguist. Von 1976 bis 2001 wirkte er als Universitätsprofessor in Zürich.

## Leben
Sitta wurde 1936 im Sudetenland geboren und erlebte als Kind die Vertreibung mit. Nach Schulzeit in Mücheln (Geiseltal), Schulpforta und in Heilbronn, wo er am Theodor-Heuss-Gymnasium die Reifeprüfung ablegte, begann er 1955 ein Studium der Klassischen Philologie (Latein, Griechisch) und der Germanistik an der Universität Tübingen, das er mit Staatsexamen (1960) und Promotion zum Dr. phil. (1961) abschloss. 
Seiner Tätigkeit als Gymnasiallehrer für Deutsch, Latein und Griechisch in Stuttgart (1960 bis 1965) folgte (ab 1966) eine Forschungs- und Lehrtätigkeit als Wissenschaftlicher Assistent am Lehrstuhl für Deutsche Philologie (Hans Glinz) im Germanistischen Institut der Rheinisch-Westfälischen Technischen Hochschule in Aachen, wo er  habilitierte (1971) und zum Privatdozenten der Deutschen Philologie ernannt wurde.
1972 wurde er Professor für Deutsche Sprache und ihre Didaktik an der Pädagogischen Hochschule Aachen, von wo er 1976 einem Ruf in die Schweiz auf den Lehrstuhl für Deutsche Sprache, insbesondere Gegenwartssprache an die Universität Zürich folgte, den er bis zu seiner Emeritierung (2001) innehatte. Von 2008 bis 2013 unterrichtete er als Vertragsprofessor an der Freien Universität Bozen. Außerdem leitete er von 2012 bis 2018 die historisch-kritische Edition der Schriften Johann Caspar Lavaters an der Universität Zürich.
Sitta war Mitglied der Zwischenstaatlichen Kommission für deutsche Rechtschreibung.
Er war mit Helmut Henne und anderen Mitherausgeber der Reihe Germanistische Linguistik und starb im Mai 2020 im Alter von 84 Jahren.

## Ehrungen
1996 hat ihm die PH Ludwigsburg „für seine Forschung zu zentralen Themen der Sprachdidaktik und für seine wegweisenden Beiträge vor allem zum Grammatik-, Rechtschreib- und Aufsatzunterricht“ die Ehrendoktorwürde verliehen.